# The Killing (série télévisée, 2011)
Cet article concerne la série américaine. Pour la série danoise dont elle est adaptée, voir The Killing (série télévisée, 2007).
Pour les articles homonymes, voir Killing.
The Killing est une série télévisée américaine en 44 épisodes de 45 minutes créée par Veena Sud (en) et adaptée de la série danoise Forbrydelsen. Elle a été diffusée entre le 3 avril 2011 et le 4 août 2013 sur la chaîne AMC, puis le 1er août 2014 sur Netflix.
En France, la série est diffusée depuis le 17 octobre 2011 sur Paris Première (saison 1 à 3) et rediffusée à partir du 24 janvier 2014 sur M6 (saisons 1 et 2). En Belgique, la série a été diffusée sur Be tv ainsi que sur RTL-TVI.

## Synopsis
À Seattle, la veille du départ de l'enquêteuse principale, une jeune fille disparaît dans d'étranges circonstances...

## Distribution

### Acteurs principaux
- Mireille Enos (VF : Anne Dolan) : Sarah Linden, inspectrice de la police criminelle
- Joel Kinnaman (VF : Ludovic Baugin) : Stephen Holder, coéquipier de Sarah

| Saisons 1 et 2 - Michelle Forbes (VF : Emmanuelle Bondeville) : Mitch Larsen, la mère de Rosie - Brent Sexton (VF : Jean-François Aupied) : Stanley Larsen, le père de Rosie - Billy Campbell (VF : Emmanuel Jacomy) : Darren Richmond, candidat à l'élection municipale (invité saison 4) - Kristin Lehman (VF : Dominique Vallée) : Gwen Eaton, conseillère de Richmond - Eric Ladin (en) (VF : Antoine Schoumsky) : Jamie Wright, directeur de la campagne électorale - Brendan Sexton III (VF : Julien Chatelet) : Belko Royce, employé de Stan (principal saison 1, invité saison 2) - Jamie Anne Allman (en) (VF : Sybille Tureau) : Terry Marek, la sœur de Mitch | Saison 4 - Joan Allen (VF : Véronique Augereau) : Margaret Rayne - Tyler Ross : Kyle Stansbury - Sterling Beaumon (VF : Gabriel Bismuth-Bienaimé) : Lincoln Knopf - Levi Meaden (VF : Nathanel Alimi) : AJ Fielding - Gregg Henry (VF : Patrick Laplace) : Carl Reddick, partenaire de Holder (récurrent saison 3, principal saison 4) |

### Acteurs récurrents
- Annie Corley (VF : Odile Schmitt) : Regi Darnell, l'assistante sociale de Sarah
- Liam James (VF : Thomas Sagols) : Jack Linden, le fils de Sarah

| Saisons 1 et 2 - Katie Findlay (VF : Jessica Monceau) : Rosie Larsen - Evan Bird : Tom Larsen - Callum Keith Rennie (VF : Guillaume Orsat) : Rick Felder, fiancé de Sarah - Kacey Rohl (VF : Audrey Sablé) : Sterling Fitch, meilleure amie de Rosie - Brandon Jay McLaren (VF : Serge Faliu) : Bennet Ahmed, professeur de Rosie - Ashley Johnson (VF : Bénédicte Rivière) : Amber Ahmed, la femme de Bennet - Gary Chalk (VF : Philippe Dumond) : Lt. Michael Oakes, chef de Linden - Tom Butler (VF : Patrick Borg) : Lesley Adams, maire de Seattle - Alan Dale (VF : Hervé Caradec) : le Sénateur Eaton, le père de Gwen - Richard Harmon (VF : Dimitri Rougeul) : Jasper Ames, l'ancien petit-ami de Rosie - Barclay Hope (VF : Omar Yami) : Michael Ames, le père de Jasper - Brian Markinson (VF : Thierry Kazazian) : Gil Sloane, parrain de Holder aux NA - Mark Moses (VF : Luc Bernard) : Lt. Erik Carlson, chef de Linden (saison 2) - Claudia Ferri (VF : Coco Noël) : Nicole Jackson, manager du casino Wapi Eagle (saison 2) - Don Thompson (VF : Igor de Savitch) : Janek Kovarsky, parrain de la mafia polonaise (saison 2) | Saison 3 - Aaron Douglas (VF : Olivier Cordina) : Evan Henderson - Ben Cotton (VF : Laurent Morteau) : le pasteur Mike - Benjamin Charles Watson (VF : Geoffrey Loval) : Rayna - Philip Granger (VF : Jean-Alain Velardo) : Tim Jablonski - Ingrid Torrance (VF : Ève Lorach) : Tess Clarke - Rowan Longworth (VF : Bénédicte Rivière) : Adrian Seward - Little JJ (VF : Stanislas Forlani) : Alton - Nicholas Lea (VF : Guy Chapellier) : Dale Daniel Shannon - Jewel Staite (VF : Laura Blanc) : Caroline Swift - Cate Sproule (VF : Isabelle Volpe) : Kallie Leeds - Grace Zabriskie (VF : Denise Metmer) : Mama Dipps - Andrew Jenkins (VF : Mathias Kozlowski) : Cody - Brendan Fletcher (VF : Stéphane Marais) : Goldie - Ryan Robbins (VF : Fabien Jacquelin) : Joe Mills - Sonya Salomaa (VF : Juliette Degenne) : Annie Becker - Collin MacKechnie (VF : Yoann Borg) : Frank Becker Jr. - Laine MacNeil (VF : Claire Baradat) : Angie Gower - Elias Koteas (VF : Christian Visine) : lieutenant James Skinner, chef de Linden - Hugh Dillon (VF : Philippe Vincent) : Francis Becker, garde en chef de la prison - Peter Sarsgaard (VF : Damien Ferrette) : Ray Seward, condamné à mort - Amy Seimetz (VF : Christèle Billault) : Danette Leeds, la mère de Kallie - Bex Taylor-Klaus (VF : Karine Foviau) : Bullet - Julia Sarah Stone (VF : Lucille Boudonnat) : Lyric - Max Fowler (VF : Yoann Sover) : Twitch |

Version française
- Société de doublage : Dub'Club[3]
- Direction artistique : Mélody Dubos[3]
- Adaptation des dialogues : Xavier Varaillon (Saisons 1 à 4), Olivier Le Treut (Saisons 1 et 2), Daniel Danglard (Saison 4), Catherine Zitouni (Saison 4)[3]

Source VF : Doublage Séries Database

## Développement
Le 20 janvier 2010, AMC commande le pilote.
Le casting principal a débuté en avril 2010, dans cet ordre : Billy Campbell, Michelle Forbes, Brent Sexton, Eric Ladin (en), Jamie Anne Allman (en) et Joel Kinnaman, Mireille Enos et Kristin Lehman.
Le 11 août 2010, AMC commande la série. La production a repris en décembre 2010 à Vancouver.
Le 13 juin 2011, la série a été renouvelée pour une deuxième saison de treize épisodes.
Le 27 juillet 2012, AMC a décidé d'annuler la série à cause d'une baisse de l'audience, mais le 8 novembre 2012, des négociations entre Fox Television, AMC et Netflix ont repris afin de renouveler la série pour une troisième saison, mais va se défaire des acteurs Billy Campbell, Michelle Forbes et Brent Sexton.
Le 15 janvier 2013, la série a été officiellement renouvelée pour une troisième saison de douze épisodes. Elle ajoute alors à la distribution principale Elias Koteas, Bex Taylor-Klaus, Max Fowler, Peter Sarsgaard, Amy Seimetz et Hugh Dillon.
Le 10 septembre 2013, AMC a officiellement annulé la série après la diffusion de la troisième saison.
Le 15 novembre 2013, Netflix a renouvelé la série pour une quatrième et dernière saison de six épisodes. Gregg Henry est promu à la distribution principale, puis ajoute Joan Allen, Tyler Ross, Sterling Beaumon et Levi Meaden.

## Épisodes

### Première saison (2011)
Cette première saison compte treize épisodes. Elle a été diffusée du 3 avril 2011 au 19 juin 2011 sur AMC, aux États-Unis.
1. Rosie Larsen (Pilot)
2. La Cage (The Cage)
3. El diablo (El Diablo)
4. Un écho silencieux (A Soundless Echo)
5. Super 8 (Super 8)
6. Le Fruit de leurs entrailles (What You Have Left)
7. Vengeance (Vengeance)
8. La Tête du roi (Stonewalled)
9. À corps et à cris (Undertow)
10. Adela (I'll Let You Know When I Get There)
11. Nerfs à vif (Missing)
12. Beau soleil (Beau Soleil)
13. Orpheus (Orpheus Descending)

### Deuxième saison (2012)
La saison a été diffusée du 1er avril au 17 juin 2012 sur AMC, aux États-Unis.
1. Réflexions (Reflections)
2. Le Pont de Tacoma (My Lucky Day)
3. Le Tatouage (Numb)
4. Ogi Jun (Ogi Jun)
5. Les Fantômes du passé (Ghosts of the Past)
6. Secrets de famille (Openings)
7. Keylela (Keylela)
8. Ascenseur pour l'échafaud (Off the Reservation)
9. La Clé du mensonge (Sayonara Hiawatha)
10. 72 heures (72 Hours)
11. L'Aveu (Bulldog)
12. Jeu de pistes (Donnie or Marie)
13. Ce que je sais (What I Know)

### Troisième saison (2013)
Le tournage a repris le 25 février 2013 à Vancouver et a été diffusée à partir du 2 juin 2013.
1. Le Couloir de la mort (The Jungle)
2. Ce qui te fait peur (That You Fear the Most)
3. Dix-sept (Seventeen)
4. Le Joueur de flûte (Head Shots)
5. L'Instinct d'une mère (Scared and Running)
6. Des étoiles dans le placard (Eminent Domain)
7. Un homme de Dieu (Hope Kills)
8. Vie brisée (Try)
9. Bullet (Reckoning)
10. Six minutes (Six Minutes)
11. De là-haut (From Up Here)
12. La Route d'Hamelin (The Road to Hamelin)

### Quatrième saison (2014)
Les épisodes sont mis en ligne le 1er août 2014.
1. Du sang dans l'eau (Blood in the Water)
2. Révélations (Unraveling)
3. Un bon soldat (The Good Soldier)
4. Comme dans un rêve (Dream Baby Dream)
5. La Vérité (Truth Asunder)
6. Le Paradis (Eden)

## Accueil
La réception critique de la série a été globalement positive. The New York Times évoque un show qui change des séries américaines de criminalité les plus populaires. The Wall Street Journal, quant à lui, loue l’atmosphère sombre et pluvieuse de la série.
Sur l'agrégateur Metacritic, la première saison obtient un total de 84 sur 100, 68 sur 100 pour la deuxième saison, 69 sur 100 pour la troisième saison. Seule la quatrième saison a obtenu un accueil critique mitigé avec 53 sur 100.
Sur le site Rotten Tomatoes, la série a obtenu un taux d'approbation de 70 %. La première saison obtient un taux de 100 %, la seconde et troisième saison un taux de 68% et la quatrième saison un taux de 47%.

## Distinctions

### Récompenses
- Saturn Awards 2012[34] : meilleure actrice dans un second rôle pour Michelle Forbes
- Directors Guild of America Awards 2012 : meilleur réalisateur de série télévisée dramatique pour Patty Jenkins

### Nominations
- Critics' Choice Television Awards 2011[35] :
  - Meilleure série dramatique
  - Meilleure actrice dans une série dramatique pour Mireille Enos
  - Meilleure actrice dans un second rôle dans une série télévisée dramatique pour Michelle Forbes
- Primetime Emmy Awards 2011[36] :
  - Meilleure actrice dans une série dramatique pour Mireille Enos
  - Meilleure actrice dans un second rôle dans une série télévisée dramatique pour Michelle Forbes
  - Meilleure réalisation pour une série télévisée dramatique pour Patty Jenkins pour l'épisode pilote
  - Meilleur scénario pour une série télévisée dramatique pour Veena Sud pour l'épisode pilote
  - Meilleure casting pour une série dramatique pour Elizabeth Kling pour l'épisode pilote
  - Meilleur montage à caméra unique pour une série dramatique

- Saturn Awards 2012[34] :
  - Meilleur téléfilm, mini-série ou programme spécial
  - Meilleure actrice
  - Meilleur acteur dans un second rôle
- Writers Guild of America Awards 2012[37] : meilleure nouvelle série
- Golden Globes 2012[38] : meilleure actrice dans une série dramatique pour Mireille Enos

- Young Artist Awards 2013[39] : meilleur acteur dans un second rôle pour Seth Isaac Johnson
- Annual Social TV Awards 2013[40] : meilleure série télévisée dramatique